# 千葉県道288号夏見小室線

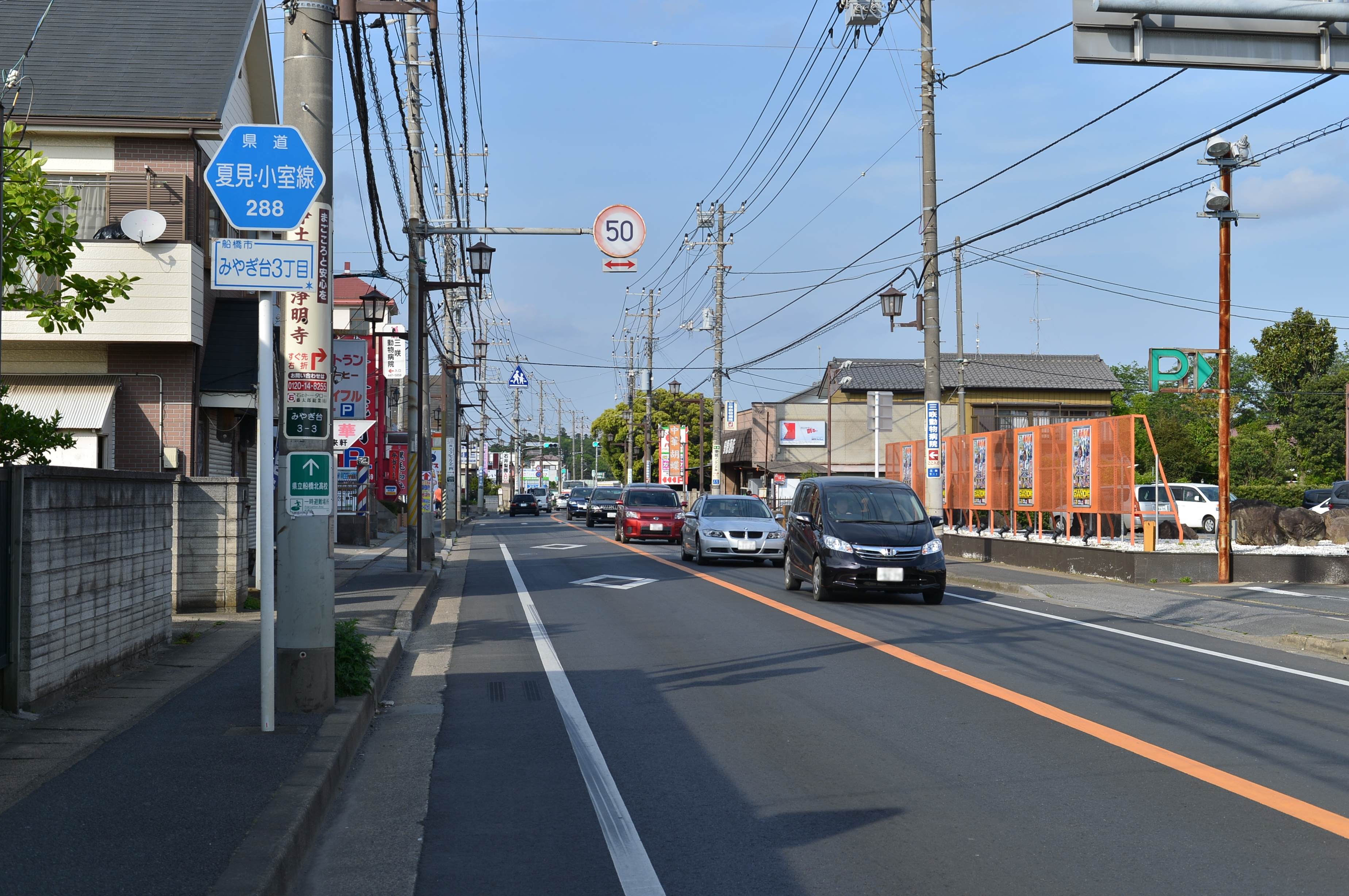
千葉県道288号夏見小室線
船橋市みやぎ台3丁目（2015年5月）

千葉県道288号 夏見小室線（ちばけんどう288ごう なつみこむろせん）は、千葉県船橋市夏見の「船橋駅北口入口」交差点を起点とし、船橋市小室町の「小室」交差点を結ぶ一般県道である。

## 路線データ
- 起点：船橋市夏見、「船橋駅北口十字路」交差点（千葉県道9号船橋松戸線交点）
- 終点：船橋市小室町、「小室」交差点（国道16号交点）
- 総延長：12.764 km（葛南土木事務所管内：12.764 km）
- 重用延長：なし（葛南土木事務所管内：0.0 km）
- 実延長：12.764 km（葛南土木事務所管内：12.764 km[1]）

## 路線状況

### 重複区間
- 千葉県道57号千葉鎌ケ谷松戸線（船橋市三咲地内）

## 地理

### 通過する自治体
- 千葉県
  - 船橋市

### 交差する道路
- 千葉県道9号船橋松戸線（船橋市夏見、「船橋駅北口十字路」交差点、起点）
- 千葉県道8号船橋我孫子線（船橋市金杉、「金杉十字路」交差点）
- 千葉県道57号千葉鎌ケ谷松戸線（船橋市三咲）
- 国道16号（船橋市小室町、「小室」交差点、終点）